# Антонівка (Новомар'ївська сільська громада)
Анто́нівка — село в Україні, у Новомар'ївській сільській громаді Вознесенського району Миколаївської області. Населення становить 229 осіб.
Уродженцем села є Бабич Володимир Леонідович — солдат Збройних сил України, учасник російсько-української війни 2014—2017 років.

## Населення
Згідно з переписом УРСР 1989 року чисельність наявного населення села становила 208 осіб, з яких 84 чоловіки та 124 жінки.
За переписом населення України 2001 року в селі мешкало 226 осіб.

### Мова
Розподіл населення за рідною мовою за даними перепису 2001 року:
| Мова       | Відсоток |
| ---------- | -------- |
| українська | 89,52 %  |
| молдовська | 5,24 %   |
| російська  | 5,24 %   |